# 长通街道
长通街道，是中华人民共和国吉林省长春市南关区下辖的一个乡镇级行政单位。

## 行政区划
长通街道下辖以下地区：
光复路南社区、清真寺社区、东大社区、龙兴社区、东莱南社区、永宁社区和东安村。